# 费内-伏尔泰
费内-伏尔泰（法語：Ferney-Voltaire，法語發音：[fɛʁnɛ vɔltɛʁ]）是法国安省的一个市镇，位于该省东部，法瑞边境，属于热克斯区。面积4.78平方公里，人口9895，人口密度2070人／平方公里（2018年）。該市鎮屬於日內瓦都會區的一部份。
伏尔泰在此度过晚年。大型強子對撞機的LHCb和MoEDAL實驗亦座落於該市鎮。

## 交通
罗讷-阿尔卑斯城际客运提供前往贝勒加德站的班车。日內瓦大眾運輸有多個公車路線連接當地與瑞士日內瓦州，也有將路面電車系統延伸至該地的計劃。
當地亦緊鄰日內瓦國際機場。

## 人口
费内-伏尔泰人口变化图示
| 数据来源：INSEE |